# Shidōin
Shidōin (指導員:しどういん?) è un titolo giapponese spesso utilizzato nel budō. Il termine significa istruttore ed è solitamente usato per designare un istruttore ufficiale di livello intermedio all'interno di un'organizzazione. Un istruttore anziano avrebbe il titolo di Shihan.  
Variè arti del budō e organizationi utilizzano differenti requisiti per l'uso del titolo, ma in generale esso corrisponde al 4° o 5° dan. Alcune organizzazioni inoltre usano il titolo minore di Fuku Shidoin che corrisponde ad assistente istruttore.  
L'Aikikai ha adottato questo sistema di designazione degli istruttori nel 1970, più o meno al tempo della creazione della International Aikido Federation.